# 德·塔·图萨
德·塔·图萨（羅馬化：Thet Htar Thuzar，1999年3月15日—），緬甸女子羽毛球運動員。

## 簡歷
德·塔·图萨出生於羽球世家，他的父母都是羽毛球選手，他的父親曾在泰國當過教練並且親自教導她，德·塔·图萨偶爾也會到馬來西亞接受王友福的指導。
2018年10月，德·塔·图萨出戰埃及國際賽，贏得女子單打比賽冠軍。
2019年，德·塔·图萨接連赢下了2月舉行的烏干達國際賽、6月舉行的毛里裘斯國際賽及7月舉行的科特迪瓦國際賽，三項國際系列賽的女子單打比賽冠軍。

## 主要比賽成績
只列出曾進入準決賽的國際賽事成績：
| 年份   | 賽事                     | 公開賽級別 | 項目     | 搭檔                    | 成績   |
| ------ | ------------------------ | ---------- | -------- | ----------------------- | ------ |
| 2017年 | 尼泊爾羽毛球國際系列賽   | 國際系列賽 | 女子單打 | －                      | 準決賽 |
| 2018年 | 伊朗羽毛球國際挑戰賽     | 國際挑戰賽 | 女子單打 | －                      | 準決賽 |
| 2018年 | 毛里裘斯羽毛球國際賽     | 未來系列賽 | 女子單打 | －                      | 準決賽 |
| 2018年 | 埃及羽毛球國際賽         | 國際系列賽 | 女子單打 | －                      | 冠軍   |
| 2018年 | 尼泊爾羽毛球國際系列賽   | 國際系列賽 | 女子單打 | －                      | 亞軍   |
| 2018年 | 尼泊爾羽毛球國際系列賽   | 國際系列賽 | 女子雙打 | 苏拉娅·阿格海伊哈吉亚加 | 準決賽 |
| 2019年 | 烏干達羽毛球國際賽       | 國際系列賽 | 女子單打 | －                      | 冠軍   |
| 2019年 | 肯亞羽毛球國際賽         | 未來系列賽 | 女子單打 | －                      | 冠軍   |
| 2019年 | 毛里裘斯羽毛球國際賽     | 國際系列賽 | 女子單打 | －                      | 冠軍   |
| 2019年 | 貝寧羽毛球國際賽         | 國際系列賽 | 女子單打 | －                      | 冠軍   |
| 2019年 | 科特迪瓦羽毛球國際賽     | 國際系列賽 | 女子單打 | －                      | 冠軍   |
| 2019年 | 希臘羽毛球公開賽         | 國際系列賽 | 女子單打 | －                      | 亞軍   |
| 2019年 | 緬甸羽毛球國際系列賽     | 國際系列賽 | 女子單打 | －                      | 準決賽 |
| 2019年 | 馬爾代夫羽毛球國際挑戰賽 | 國際挑戰賽 | 女子單打 | －                      | 準決賽 |
| 2019年 | 埃及羽毛球國際賽         | 國際系列賽 | 女子單打 | －                      | 冠軍   |
| 2019年 | 印度羽毛球國際挑戰賽     | 國際挑戰賽 | 女子單打 | －                      | 準決賽 |
| 2020年 | 烏干達羽毛球國際賽       | 國際系列賽 | 女子單打 | －                      | 冠軍   |
| 2022年 | 巴林羽毛球國際系列賽     | 國際系列賽 | 女子單打 | －                      | 準決賽 |
| 2023年 | 東南亞運動會羽毛球比賽   | 其他       | 混合團體 | －                      | 銀牌   |
| 2023年 | 毛里裘斯羽毛球國際賽     | 國際系列賽 | 女子單打 | －                      | 準決賽 |
| 2023年 | 越南羽毛球公開賽         | 超級100賽  | 女子單打 | －                      | 準決賽 |
| 2023年 | 阿布達比羽毛球大師賽     | 超級100賽  | 女子單打 | －                      | 準決賽 |

| 2018-2026年 | 總決賽 | 超級1000賽 | 超級750賽 | 超級500賽 | 超級300賽 | 超級100賽 | 國際挑戰賽 | 國際系列賽 | 未來系列賽 | 其他 |

### 奧運會和世錦賽參賽紀錄
| 項目     | 2020       | 2021 | 2022 | 2023 | 2024       |
| -------- | ---------- | ---- | ---- | ---- | ---------- |
| 女子單打 | 小組第三名 | 64強 | 64強 | 16強 | 小組第三名 |